# Số phận và sự giận dữ (phim truyền hình)
Số phận và sự giận dữ (tiếng Hàn: 운명과 분노; Romaja: Woonmyunggwa Boonno; dịch nghĩa đen: "Fate and Fury") là bộ phim truyền hình  Hàn Quốc với sự tham gia của Lee Min-jung, Joo Sang-wook, So Yi-hyun và Lee Ki-woo. Phim phát sóng bốn tập liên tiếp vào thứ Bảy hàng tuần trên kênh SBS từ ngày 1 tháng 12 năm 2018 đến ngày 9 tháng 2 năm 2019, phim đánh dấu sự trở lại của nữ diễn viên Lee Min-jung- bà xã của Lee Byung Hun sau thời gian dài vắng bóng. Tuy nhiên đài SBS đã quyết định tạm hoãn phát sóng tập 9-12 chiếu ngày 15/12 để phát trực tiếp trận chung kết lượt về giữa tuyển Việt Nam và Malaysia tại AFF Cup 2018 (vì Park Hang-seo đang dẫn dắt tuyển Việt Nam khi đó). Phim cũng có trên K+ tại Việt Nam từ 15/8/2019

## Nội dung
Nội dung phim được dựa trên cuốn tiểu thuyết nổi tiếng cùng tên của nhà văn Lauren Goff, một cuốn sách từng được rất nhiều đọc giả săn đón. Tác phẩm này từng lọt vào danh sách best seller của tờ New York Times. Goo Hae-Ra (Lee Min-Jung), một cô gái xinh đẹp và rất thông minh nhưng lại có số phận trớ trêu và đau khổ. Trước cái chết của người cha đáng kính và người chị gái thân yêu nhất của mình, Hae-Ra dường như sụt đổ hoàn toàn. Và bây giờ, chỉ có tiền bạc mới có thể giải quyết được mọi chuyện, và Hae-Ra phải mạnh mẽ để có thể kiếm được tiền, vì gia đình đang rất cần cô. Cuối cùng, Hae-Ra quyết định tiếp cận Tae In-Joon (Joo Sang-Wook), chàng trai giàu có và hiện là con trai của một tập đoàn nổi tiếng.

## Diễn viên
Dưới đây là dàn diễn viên của phim:
| Diễn viên     | Trong vai    | Giới thiệu |
| ------------- | ------------ | --- |
| Lee Min-Jung  | Goo Hae-Ra   | Goo Hae-Ra là một cô gái xinh đẹp và rất thông minh nhưng lại có số phận trớ trêu và đau khổ. Cha cô ấy qua đời, và em gái bị tai nạn. Đây là câu chuyện về cách cô ấy đi qua giai đoạn tồi tệ nhất trong cuộc đời mình và gặp người đàn ông là Tae In-Joon. Vì đó là thời điểm tồi tệ nhất nên cô ấy có nhiều tham vọng để vực dậy cũng như có nỗi ám ảnh để thành công. |
| Joo Sang-wook | Tae In-Joon  | In Joon là CEO của Gold Shoemaking. Anh ấy thực sự rất thích giày và là một doanh nhân trẻ, đầy đam mê. Anh ấy có rất nhiều câu chuyện về mình, và là một nhân vật phức tạp. |
| So Yi-hyun    | Cha Soo-hyun | Cha Soo Hyun là một cô gái đầy tham vọng, lạnh lùng, và đảm nhận vai trò người dẫn chương trình hàng đầu. Cô cũng là vợ chưa cưới của In Joon, và có mối quan hệ rất xung đột với Hae Ra. |
| Lee Ki-woo    | Jin Tae-oh   | Một người đàn ông bị Cha Soo-hyun phản bội và giờ đang tìm cách trả thù. |

| Diễn viên      | Trong vai      | Giới thiệu                                       |
| -------------- | -------------- | ------------------------------------------------ |
| Cha Soo-yeon   | Goo Hyun-joo   | Em gái của Goo Hae-ra đang hôn mê                |
| Jung Kyoo-soo  | Goo Dong-seok  | Cha của Goo Hae-ra, một thợ đóng giày            |
| Jung Soo-young | Kang Sun-young | Bạn của Goo Hae-ra                               |
| Yoon Hak       | Kang Ui-gun    | Em trai của Kang Sun-young                       |
| Shim Yi-young  | Ko A-jung      | Vợ của Tae Joon-ho                               |
| Kong Jung-hwan | Tae Jung-ho    | Anh trai cùng cha khác mẹ của Tae In-joon        |
| Song Ok-sook   | Han Sung-sook  | Mẹ kế của Tae In-joon                            |
| Ko In-beom     | Tae Pil-woon   | Cha của Tae In-joon và là người đứng đầu công ty |
| Heo Joon-seok  | Kim Chang-soo  | Một kẻ cho vay nặng lãi quấy rối Goo Hae-ra      |
| Jo Seung-yeon  | Hyun Jung-soo  |                                                  |
| Kwon Tae-won   | Cha Dong-kyoo  |                                                  |
| Im Ji-kyu      | Trợ lý Kim     |                                                  |
| Jo Wan-ki      | Kim Seok-jin   |                                                  |
| Lizzy          | Tae Jung-min   |                                                  |

## Sản xuất
- Buổi đọc kịch bản đầu tiên diễn ra vào ngày 11 tháng 9 năm 2018 tại SBS Studio ở Tanhyun, Ilsan, Hàn Quốc.
- Lee Min-jung và Joo Sang-wook trước đây đã đóng chung trong Cunning Single Lady (2014).

## Phát sóng
Phim phát sóng bốn tập liên tiếp vào thứ Bảy hàng tuần trên kênh SBS từ ngày 1 tháng 12 năm 2018 đến ngày 9 tháng 2 năm 2019 lúc 21:05 (KST), đài SBS đã quyết định tạm hoãn phát sóng tập 9-12 chiếu ngày 15/12 để phát trực tiếp trận chung kết lượt về giữa tuyển Việt Nam và Malaysia tại AFF Cup 2018 (vì Park Hang-seo đang dẫn dắt tuyển Việt Nam khi đó)